# Кропиер (замък)
Замъкът Кропиер (на фр. Château de Cropières) е разположен в община Ролак в департамента Кантал във Франция. През Средновековието това е била силно укрепена крепост, която англичаните превземат през 1381 г. и сриват до основи. По-късно е изградена наново, а от 1677 до 1720 г. е превърната в удобен за живеене замък. Тук през 1661 г. се ражда Мари Анжелик дьо Фонтанж, метреса на Луи XIV.
През 1910 г. половината северно крило на замъка се срива като е засегнат и красивият параклис датиращ от 1652 г. Замъкът е обявен за исторически паметник на Франция и от 1993 г. са предприети мерки за укрепването и реставрацията му.